# 索倫·克爾凱郭爾
索倫·奧比·齊克果（1813年5月5日—1855年11月11日），丹麥神學家、哲學家、诗人、社会批评家及宗教作家，被普遍视为存在主义的奠基者。他创作了许多关于制度性宗教、基督教、道德、伦理、心理学、宗教哲学的批评文章，这些文章常充斥着隐喻、讽刺和寓言。他的哲学作品主要关注人如何成为“单一的个体”，注重人类现实而非抽象思考，并强调个人选择和实践的重要性。他反对当时唯心主义知识分子和哲学家的文学批评，并认为那些所谓的“学者”还未能完全理解史威登堡、 黑格尔、费希特、谢林、施勒格尔、安徒生等人的思想。
克尔凯郭尔的神学作品关注基督教伦理，宗教团体，基督教客观证据间的差异，人神之间性质上的无限差异，个体与神人耶稣基督之间源于信仰的主观关系。他的许多作品都与基督教之爱相关。克尔凯郭尔是基督教政教合一制度（例如彼时的丹麦国教会）的强烈批评者。他的心理学作品探究个体面对抉择时的情绪与感觉。
克尔凯郭尔的早期作品常以假名发表，籍此在复杂对话展示交错观点。不同的假名用以表达不同观点，从不同角度探究复杂问题。作品《十八训导书》以真名发表，他将此书献给期望发现其作品意义的“单一个体”。他写道：“科学教导人们以客观行事，而基督教教导人们以主观行事，并成为主体。”科学家主张应当以观察理解世界，但克尔凯郭尔认为单凭观察并不足以揭示出精神世界的构造。
克尔凯郭尔的主要学说包括“主观真理与客观真理”的概念、信仰骑士、回忆和重复的二分、畏的概念、性质上的无限差异、作为激情的信仰以及人生道路的三个阶段。克尔凯郭尔的作品以丹麦语写成，因此最初影响范围局限于斯堪的纳维亚地区。不过到了二十世纪初，他的作品相继被翻译为了法语、德语和其它主要欧洲语言。至20世纪中叶，他的思想对哲学、神学和整个西方文化都造成了巨大影响。

## 時代背景
18世紀時，基督教受到啟蒙主義哲學與科學的挑戰，逐漸產生了自由派神學。然而，另外一個極端是坚持傳統更正教正統神學的「基要主義」，他們長期沉浸於更正教經院哲學的正統思潮裡，著重字義解經，將歷史上的某些教義作為神學立場正確與否的絕對標準。因此，在这两种神学思潮的影响下，基督教會逐渐淡忘了基督教的本质，甚至连如何成为一个基督徒也无法清晰的定义。
在克尔凯郭尔生活的时代，丹麥把基督教定為國教，只要是在丹麥出生的人，國家教會就将他視為是基督徒。为嬰兒举办洗禮的作法非常普遍，人們在自身信仰尚未成型时就成了教會的一份子。因此，在齊克果看來，在他的周圍，盡是一些掛名的基督徒。丹麥思想界在18、19世紀深受國外的影響。當時一位有名的神學家馬登遜，他將黑格爾的矛盾綜合及人文主義融合於基督教中。「個人」的意識全淹沒在了對世界歷史的思索與群體觀念中，当时的社会病态表现不是过于追求情欲或唯物主义，而是以泛神论作为对个人存在的轻视。

## 早年（1813-1836）
1813年5月5日，索倫·奧比·克尔凯郭尔生于哥本哈根的一个富裕家庭。他的母亲名为埃内·索伦斯达特·隆德·克尔凯郭尔（Ane Sørensdatter Lund Kierkegaard），在与其父亲迈克尔·佩德森·克尔凯郭尔（Michael Pedersen Kierkegaard）结婚前曾是家中女佣，他们共有七个孩子。克尔凯郭尔的母亲没有受过多少正规教育，性格谦逊、安静。她的孙女亨丽埃特·隆德（Henriette Lund）后来评论说，埃内“愉悦的挥舞着权杖，向母鸡保护小鸡一般保护着索伦和彼得”。母亲对这些孩子产生了深远的影响，克尔凯郭尔的兄弟彼得曾评论说，他兄弟的作品中保留了许多母亲曾经说过的话语。父亲迈克尔·克尔凯郭尔是来自日德兰半岛的羊毛富商。他是一个“十分严厉的人，外表平淡无奇，但在他‘质朴斗篷’下却藏着其无法被高龄消磨的想象力。”他对哲学怀有兴趣，常邀请知识分子到家中聚会。迈克尔最感兴趣的哲学家是克里斯蒂安·沃尔夫，他后来为阅读沃尔夫的著作而舍弃了部分工作。儿时的克尔凯郭尔受父亲感染，在沃尔夫的理性主义熏陶下成长，他亦喜爱路维·郝尔拜的喜剧，以及约翰·格奥尔格·哈曼、戈特霍尔德·埃弗拉伊姆·莱辛、爱德华·杨、柏拉图的作品。柏拉图作品中苏格拉底的形象对克尔凯郭尔的后续写作有重要影响，克尔凯郭尔从中领会了反讽的乐趣，并常在自己的作品中应用间接沟通（indirect communication）技巧。

克尔凯郭尔喜好在哥本哈根城内蜿蜒小道中散步，马车很少去到这些地方。他在1848年写道，“在思考下述言论时我常感到一种基督教式的满足：在哥本哈根，即使没有别人，也仍有一人，穷苦者可以自由地找他交谈倾诉；即使没有别人，也仍有一人，不论他常拜访哪些社会阶层，也仍不会断了与穷人的联系，他向认识的每位女佣、每位男仆、每位普通劳工献上祝福。”圣母教堂位于哥本哈根城一端，在那里明斯特主教向众人宣讲福音。而丹麥皇家劇院位于城市另一端，在那里正上演海伯格夫人的剧作。

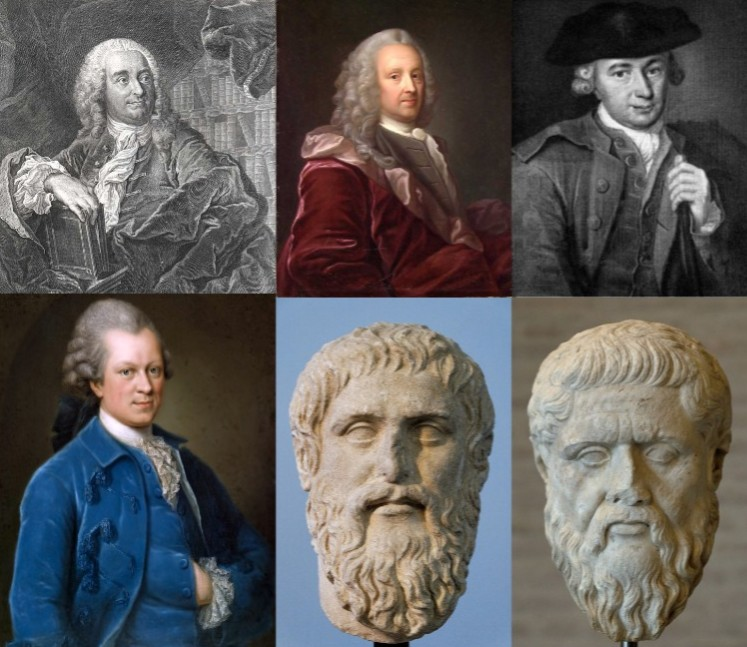
从左到右：沃尔夫、郝尔拜、哈曼、莱辛、柏拉图和苏格拉底

基于对克尔凯郭尔未出版日记中轶事，尤其是其中一篇题为“大地震”的故事草稿的推测，研究者认为克尔凯郭尔的父亲曾相信自己受到了上帝的惩罚，自己的孩子都将在自己之前死去。他认为罪孽的根源或许是因为自己在年轻时曾轻率的诅咒上帝，或是其妻子埃内的婚前怀孕。他七个孩子中有五个相继早逝，但索伦和彼得仍活的比他长久。彼得比索伦年长七岁，后来成为了奥尔堡市的主教。朱莉娅·沃特金（Julia Watkin）认为迈克尔早年对于摩拉维亚弟兄会的兴趣或许加深了他对罪孽的担忧。

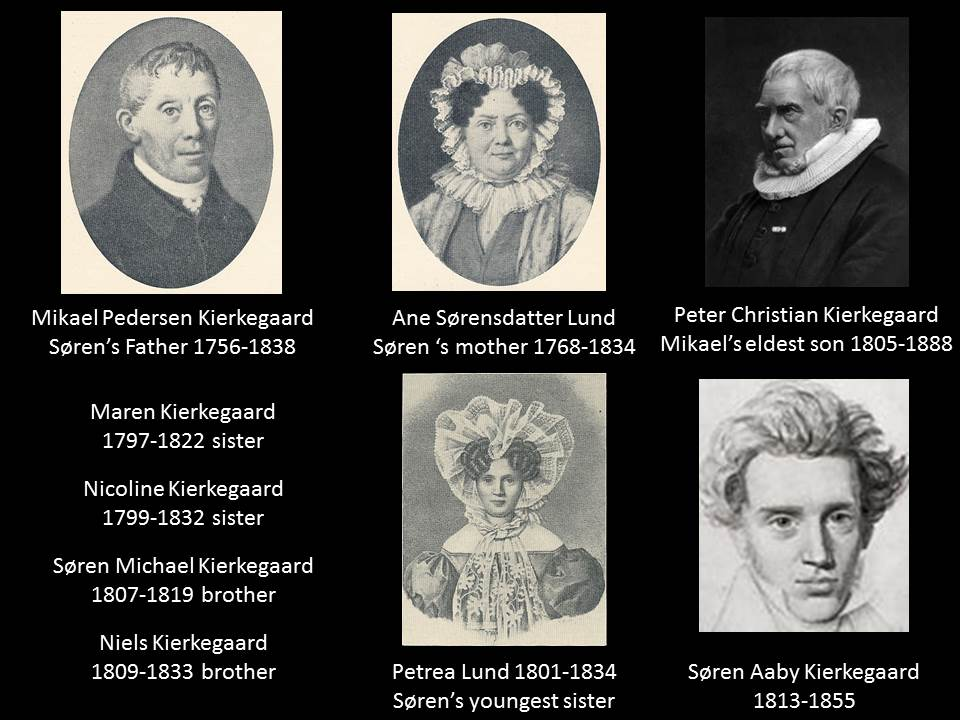
当迈克尔·克尔凯郭尔于1838年8月9日去世时，他七位儿女中的五位已先于他死去，仅剩的两个为索伦和彼得。

出于上述原因，克尔凯郭尔希望当一个人的罪恶受到宽恕之后，他就完全摆脱了这些罪孽。并且任何真正相信自身罪孽已经得到宽恕的人，亦不应在后续人生沉溺于负罪之中。在此，克尔凯郭尔以古罗马政治家小加图为例，小加图在凯撒有机会宽恕他之前选择了自杀，这种对无法寻得宽恕的恐惧无疑是致命的。美国学者埃德娜·洪在1981年作品《宽恕是实践，也是恩典》（Forgiveness is a Work As Well As a Grace）中引用了克尔凯郭尔在1847年写下的有关宽恕的言论。1954年，音乐家塞缪尔·巴伯为克尔凯郭尔的祷词谱曲：“天父啊！求您不要把罪恶置于我们之上，但请扶持我们抵御罪恶。当我们的灵魂记起您时，愿它提醒我们您的宽恕，而非我们所犯的罪孽；愿它提醒我们您拯救我们的义举，而非我们的迷途！”
1821至1830年，克尔凯郭尔就读于哥本哈根东区市民美德学校（Østre Borgerdyd Gymnasium），在此学习拉丁文和历史。这个时期的克尔凯郭尔被描述为一个“十分保守”的人，他“拥护国王，喜爱教会，尊敬警察”。他常与同学争吵，并与师长发生矛盾。高中毕业后，克尔凯郭尔前往哥本哈根大学修习神学。在大学里，他发现自己无法提起对历史作品的兴趣，而哲学也无法使他感到满足，他不认为自己可“献身于那些学说”。克尔凯郭尔表示，“我真正需要做的是弄清‘我应该做什么’，而不是我需要知道什么。”他期望“过一种完全的人性化生活，而不仅仅是追求知识。”他不希望自己成为传统的，或黑格尔意义上的哲学家，同时他也不愿传授一种虚假的基督教。“但他也从自己的父亲那里获知，一个人可做其所期望之事，而他父亲的人生经历也未否定这个观点。”
最早关于克尔凯郭尔外貌的描写来自一位访客汉斯布·罗赫纳（Hans Brøchner），他出席了克尔凯郭尔兄长彼得于1836年举行的婚礼，他记录道：“我发觉（他的外貌）非常滑稽，他当时二十三岁，他整个人都有些奇特，并搭配有古怪的发型。他的头发高出前额有6寸，形成一个凌乱的发冠，非常无拘束的造型。”另一个描写来自克尔凯郭尔的侄子亨里克·隆德（Henrik Lund）。当克尔凯郭尔还是男孩时，他的外形“瘦削精致，穿着一件紫红色的小外套四处跑动。因为他自幼时起就发展出的讽刺言辞风格，他的父亲有时称他为‘叉子’。尽管克尔凯郭尔家中总是弥漫着严肃的氛围，但在我印象里，这也是个充满年轻活力的地方，虽然相较于现今人们习惯的方式更为克制。这座房子是个‘老派的处所’，而克尔凯郭尔也被描述为‘衣着古怪、身材纤瘦’的人。”

据孙辈描述，克尔凯郭尔的母亲埃内“是个和善的小个子女人，有平和愉快的性情”。克尔凯郭尔从未在作品中提及自己的母亲。她于1834年7月31日去世，终年66岁，死因可能是斑疹伤寒。克尔凯郭尔的父亲死于1838年8月8日。克尔凯郭尔在8月11日写道，“我的父亲在周三凌晨2点死去，我多么希望他再多活几年……现在我感觉只剩下一人（E. Boesen）可以与我谈论这件事情。他是个‘忠实的朋友’。”他的侄子特罗尔斯·弗雷德里克·隆德为传记作者提供了大量关于克尔凯郭尔的信息。隆德是丹麦评论家格奥尔格·布兰德斯和艺术史学家朱利叶斯·朗格的好友。以下是克尔凯郭尔日记中关于其父亲的一段逸闻：
午餐时我不小心打翻了一罐盐，父亲十分生气。他高声斥责我，说我是个败家子。我反驳说，先前我的姐姐尼科琳不小心打翻一件非常贵重的碗时，父亲可没有像今天这样生气，而是一言不发，装作什么都没发生。父亲回答说，那件碗价值太昂贵了，尼科琳就算没有被斥责，也知道自己犯了错误。但今天这个小事情需要通过斥责来提醒我。——Journals X3A78

### 日记
克尔凯郭尔留下了大量日记，这些日记是后人研究其哲学思想的重要材料。这些日记的总页数超过7,000页，记录了他对自己工作和日常生活的观察和思考。这些日记的丹麦语版本共分为13卷，包括索引在内共计25本。后世学者评价这些日记“兼具文学性与诗意”。
克尔凯郭尔希望自己的未婚妻維珍妮·奧遜成为他的知己，但他深知这是不可能的。于是他寻求“我的读者们，独立的个体”作为他的知己。他质疑一个人是否能够真正拥有灵魂知己。在《非科学的结语》中，他写道：“就真理而言，精神与精神之间的直接联系是难以想象的。如果有人声称这种关系存在，那也就意味着这两个人之间存在着超越精神层面的关系。”

他的日记也是许多哲学格言的出处。以下这段摘自1835年8月1日的日记，也许是他最常被引用的名言，同时也是他存在主义思想的核心论述：
我自己真正需要搞清楚的是，我要做什么，而不是我要知道什么，除非知识必须先于行动。这事关对我的命运的理解，我要看上帝真正意愿我做什么；问题的关键在于寻找一种为我而在的真理，寻找一种我将为之生、为之死的观念。
他在同一篇日记中以类似方式谈论了间接沟通：
一个人首先要理解他自己，然后再去理解其他事物。只有当他从内心理解自己，才能看到自己可选择的路，获得平和与意义的人生道路。只有在那时他才能摆脱这令人厌烦的人生旅伴——从知识领域表现出的生活的讽刺性。这种讽刺性邀请他以无知为起点开始真正的真理探寻，正如上帝从虚无中创造整个世界。但在道德的水域，在这里仍停留着未搭乘德行之风的人。人们在此受讽刺折磨，他们时而以为自己行进在正确路途上而欢欣鼓舞，转眼却被带入绝望的海湾。经常人们以如下想法麻痹入眠，“毕竟，发生的事情总是没法改变的，”但又突然被唤醒，面临自我的严苛审讯。过去的时间似乎总是隔着遗忘的薄幕，日常生活的细微琐事却如光芒刺眼。当人们欣喜于克服了诱惑，挣扎着顺着正确道路前行，却总是在同一时间，就在那完满的胜利离开后一步，那些微不足道的外部状况就再次将他击倒。就像是西西弗斯，巨石再一次地从峭壁落回山谷。当一个人专心于某件事的时候，小小的外部状况便会出现，然后摧毁一切。（就像一个厌倦生活的人，当他打算跳入泰晤士河结束自己生命的时候，却被一只蚊子的叮咬扰乱了这关键时刻。）有时人们反而会在病的最严重的时候感觉最好，就像我们在结核病中看到的。他徒劳地抵御这一切，却没有足够的力量。尽管他在过去曾完成一样的事情，这无济于事。以这种方式获得的实践在这里并不适用。
尽管这些日记显示出克尔凯郭尔工作与生活的诸多方面，但他也有意不揭露过多信息。他常在日记中使用突然地思想转折、重复性写作手法，以及不同寻常的措辞，由此造成后世对这些日记的不同解读。事实上，克尔凯郭尔意识到他的日记会在将来引起人们的关注。1849年12月，克尔凯郭尔写道，“如果我现在死去，我的人生是精彩的。所有我无意间记录在日记里的事情都将留下十足的影响。直到那时，人们将会与我达成和解，并赋予我过去和现在应得的权利。”

### 雷吉娜·奥尔森（1837-1841）

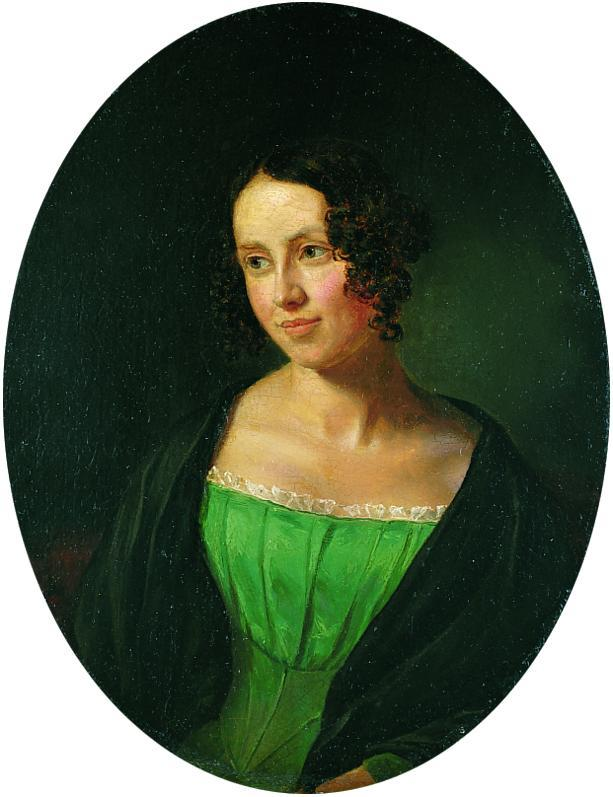
克尔凯郭尔曾经和雷吉娜·奥尔森订婚却又悔婚，并在后续人生保持对她的爱恋。

1837年5月8日，克尔凯郭尔与雷吉娜·奥尔森相遇。起初两人互有好感，但在随后的1838年8月11日左右，克尔凯郭尔开始感到迷惘。他在日记中写下了对奥逊的爱。
1840年9月8日，克尔凯郭尔正式向奥尔森求婚，但很快他便感到后悔。尽管两人仍彼此相爱，但他于1841年8月11日退婚。克尔凯郭尔在日记中表示，自己“忧郁”的性格不适合婚姻，但关于他真正的退婚原因仍未有定论。他后来将他的写作才华归功于“一位老人和我欠情最多的一位年轻姑娘”。其中“老人”被认为是指他的父亲，而“年轻姑娘”则是指代奥尔森。哲学家马丁·布伯后来评论，“克尔凯郭尔对婚姻的拒绝是对整个十九世纪的蔑视。”
而后，克尔凯郭尔把自己的专注力转向了学业考试。在1839年5月13日的日记中，他写道：“我认为这是上帝的旨意，他希望我准备我的考试。这比我进行研究更符合他的旨意，上帝更乐于我顺从他的意愿，而不是献上公羊的脂肪。”此外，克尔凯郭尔父亲和朋友保罗·马丁·穆勒的去世也是这个决定的部分原因。
1841年9月29日，克尔凯郭尔完成了学位论文《论反讽概念：以苏格拉底为主线》。哥本哈根大学肯定了这篇论文的价值，但认为其作为严肃的学术论文而言过于随意诙谐了。文章探讨了反讽的概念，以及谢林于1841年的一次讲座，克尔凯郭尔曾和米哈伊尔·亚历山德罗维奇·巴枯宁、雅各·布克哈特、弗里德里希·恩格斯一同旁听这次讲座。1841年10月20日，克尔凯郭尔毕业并获得文學碩士。他获得的家族遗产有31,000丹麦达勒，足够支持他的后续工作与生活花销。

## 作家生涯（1843-1846）
克尔凯郭尔的部分作品以假名出版，其中《恐惧与颤栗》和《非此即彼》这两部宗教相关的假名作品被广泛认为是其代表作。在19世纪早期，假名常被作为表达不同视角观点的方法，克尔凯郭尔亦在其作品中应用了间接沟通技巧。他的不同作品可能表达对立观点，因此也有批评指出他过于随意的在各视角之间切换，而从未着重强调某一特定观点。反对者指责他身为作家却没有确定的观念，但他回应自己的所有作品都源自同一主题，即为基督教而作。1841年，克尔凯郭尔在丹麦哲学家弗雷德里克·克里斯蒂安·西伯恩指导下完成了学位论文《论反讽概念：以苏格拉底为主线》，而后以假名“约翰·克利马科斯”（来自6-7世纪基督教修士约翰·克利马科斯）创作了首部书籍《论怀疑者》，此书未在他生前出版。
克尔凯郭尔最出名的作品《非此即彼》出版于1843年2月20日，此书大部分内容是克尔凯郭尔居住在柏林时写成，当时他参考了谢林的启示哲学（Philosophy of Revelation）。《非此即彼》包含数篇音乐、文学批评，以及大量浪漫主义风格警句，由此组成了贯穿其作品的宏大主题——对信仰的反思与哲学理解。作品的编辑者是假名“维克多•艾莱米塔”，书中文章来自A和B两个不同作者。艾莱米塔声称从自己购得的二手文书写字柜子中发现了这些文稿。他表示，难以将A的作品按序整理，因为这些作品的主题并非直接了然，因此只得按照它们被发现时的顺序排列；而与此同时，B的作品却具有逻辑连贯性，因此很容易就排好顺序。两个作者分别从审美的和伦理的角度探讨了有关“最初的爱”的问题，整本书的主题是关于信仰、婚姻的争论，以及末尾关于应当停止这场争论的论述。克尔凯郭尔认为，正如“如何”成为基督教徒才是最重要的问题，“如何”阅读他的作品，即阅读的方式，要比阅读获得的内容更重要。
克尔凯郭尔的下一部作品《两篇训导书》于《非此即彼》两个月后出版，并且在后续又以假名出版了更多论述文章，这些作品如今被集结为《十八训导书》发表。20世纪40年代，大卫·F·斯文森（David F. Swenson）首先将这些文章题为《启发性谈话》（Edifying Discourses）出版，但90年代圣奥拉夫学院的霍华德·V.（Howard V.）和埃德娜·H·洪（Edna H. Hong）将其改译为《训导谈话》（即训导书 ）。相比之下，“训导”一词更符合1846年后克尔凯郭尔的思想主题，在此期间他创作了有关《愛之工》的基督教议事。启发性或训导谈话与基督教布道有所不同，布道是指向着众人宣讲，而谈话则可以表示向有限的几个人，或甚至只向自己本人讲演。而训导（upbuilding）则是强调建设他人，而非将之拆毁重建。克尔凯郭尔写道，“尽管这本小书的标题（谈话而非布道）希望保持它本来的样子，而多余的渴望，只被留在隐蔽之处。”
1843年10月16日，克尔凯郭尔同时出版了三本有关爱与信仰的书籍和文章。其中《恐惧与颤栗》以假名“静默者约翰尼斯”（Johannes de Silentio）发表。作品《重复》以假名“康斯坦丁·康斯坦提乌斯”发表，讲述了一个年轻人（克尔凯郭尔）因不得不将自己所爱之人（維珍妮·奧遜）给上帝而感到焦虑和抑郁，因此他尝试寻求当时新兴科学心理学的帮助，以求理解自身。此外，还有一本《三篇训导书，1843》以克尔凯郭尔本名发表，主要探讨了爱如何帮助从自身与他人眼中潜藏事物。这三本书于同一时间发表，展示了克尔凯郭尔所推崇的间接沟通技巧。
在上述几部作品中，克尔凯郭尔质疑个人能否获知某个事物是否是源于神的恩典，他总结道，“因此，这不总是取决于一个人看到了什么，因为他看到的内容取决于他去看的方式；观察不仅仅是接收或发现，同时也是呈现，就这点而言，观察者本人的特质也是决定性的。”神的爱间接传达，正如我们的爱有时也是间接地传达。
1844年，克尔凯郭尔陆续发表了两篇、三篇、四篇训导书，但与上一年的主题不同，在这几本书中他谈论了个体何以理解上帝。彼时神学家、哲学家和历史学家们对上的的存在争论不休，这种争论是克尔凯郭尔所认为的直接交流。他认为直接交流对上述角色或许有所帮助，但对于期望成为基督徒的“单一个体”而言，这完全不是合适的方法。克尔凯郭尔时常在作品中表示，“只有那些我怀有喜悦与感激的单一个体，他们才是我的读者”；他认为个人必须运用其所理解的东西，否则就无可避免的失去这些东西。仅有反思是不足够的，因为随之而来的想象会改变思考的内容。爱是透过运用而获得的，正如信仰与耐心也是如此。
在同一年，克尔凯郭尔还出版了几部假名作品：《哲学片段》、《前言》、《焦虑的概念》。他在《哲学片段》中使用了间接沟通技巧，在其他几篇则使用直接沟通。他不认为上帝是否存在是一种群体观点，也不认为这个问题取决于证据的多少。他表示，只有单一个体才有能力取得圣灵的果实，因为归根到底，爱与喜悦只是一种可能性。克尔凯郭尔反对基督教世界对于定义上帝的尝试。他与維珍妮的爱情以失败告终，但从他的观点看来，这段经历对自己有益。
克尔凯郭提出，“每一代人都有属于这一代的任务，他们不应过分困扰于前代遗留的事务，也不必为后代过度操心。”他在早期作品中写道，“准确而言，每代人和每一个体都是彻底地重头开始自己的生活。”在另一部作品中写道，“没有任何世代从另一世代中学会爱，也没有任何世代能从高于起点的位置开始生活”，“一代人并不需要从前一代身上学到作为人的本质”。1850年，克尔凯郭尔写道，“每一代真正的基督徒，先前世代基督徒的所作所为与他们没有任何关系，他们每一代人都过着与耶稣基督同时代的生活，因此与当前世代的基督有更密切的关系。基督的生活伴随世间的每一时代，那么每一时代的生活就组成了一部神圣的历史……”他在1848年表示，“整个时代及其中的个体，他们是信仰体验的参与者。”

克尔凯郭尔反对黑格尔的“中介（Mediation）”思想，认为它往单一个体和欲求对象之外增加了另一“第三要素”。他在1844年写道，“假如人所受的上帝蒙福是直接源自上帝，而不必经过某种中介或阐释，那么这种恩典对其而言才是一切事物中最美好的。”他反对中介的概念，认为选择本身就是是上帝恩典的满足或不满足。选择是在“暂时与永恒”、“疑虑与信任，欺骗与真理”、“主观与客观”之间的可能性。有些选择的意义重大，克尔凯郭尔常在作品中描述选择与对选择的思考，反对简单的比较。以下是康德和克尔凯郭尔对此问题的不同看法：
为自己思考是在自身中寻找真理（即，在理性中寻找），随时为自己而思考便是启蒙。但这不仅仅意味着知识等同于启蒙，或者相反，这需要个人认知的消极原则。如果一个人富有知识，那么也正如此，他不会知道如何准确的运用这些知识。运用个人的理性，意味着对自己所假设的一切，提出质疑、审视自我。——伊曼努尔·康德《在思考中面向自身的意义》
对世界的忧虑常以比较的形式进入个人不安的心灵，让其脱离简单平静的思维。穿上衣服，也即成为人类——那也就意味着必须穿着得体。世界的忧虑就体现在对这些衣服的差异的关注。难道向百合花学习的告诫不应适用于每一个人吗？唉，那些伟大、振奋、简单的思想，那些最初的思想，它们正被遗忘，在日常的、普遍的比较之下被遗忘。个人与他人比较，一个时代与另一个时代比较，因此人就被淹没在无处不在的比较之中。因为这种底层的无谓比较，时代中开始出现越来越多花费一生奴性工作的人。就像是终日位于地下的矿工，这些不幸的人重未有机会看见阳光：简单、振奋的思想，那些教导我们作为人类即是恩典的思想。而在更高的比较层面，虚伪的笑容操纵着恶毒的游戏，欺骗幸福者，将他们阻隔于那些简单的最初思想。——克尔凯郭尔《各精神训导书》

### 基督的内在性
克尔凯郭尔认为上帝以神秘形式介入个体生活。1945年4月29日，他以真名发表了《三个想象出的场合讲演》，并在4月30日以假名Hilarius Bookbinder发表了《人生道路诸阶段》。克尔凯郭人认为《人生道路诸阶段》以及《非此即彼》都未得到公众的足够关注，他表示这几部作品“有三分之二的读者会因为感到无聊而半途而废”。因此虽然他知晓是自己在创作作品，但却不确定是谁在阅读他的作品。这些作品的销量微薄，纯粹依靠克尔凯郭尔自己完成编辑出版工作。对此他表示自己是在黑暗中创作，而大多数读者亦是在黑暗中阅读他的作品——他们难以理解克尔凯郭尔写下这些文字的动机。对此，克尔凯郭尔在其日记中解释说，“我所理解的作家生活已经结束了。这是一种连续的思想，是贯穿《非此即彼》到《致死的疾病》的对宗教的反思。这项任务耗费了我所有精力，因为它从宗教意义上占据着我。我将作家生涯的完满视为自己的职责。”他建议读者以缓慢的方式阅读自己的作品，并将之大声朗读出来，因为这可能有助于对文本内容的理解。
他在作品中应用间接沟通技巧叙述宗教概念，例如将信徒描述为“内在的骑士”，因为他认为这些信徒虽然在外表上与他人无异，但根本上是不同的，一切事物都内在的隐藏在其内部。克尔凯郭尔在1847年写道，“你可能与你希望模仿的人无异，那些以良好信念做出抉择的人——他们的衣着类似，以真理束在腰间，穿着正义的铠甲，头戴拯救之盔！”克尔凯郭尔觉察到隐藏在每个个体之内的深度，并且个体都有掩盖这类内在性的倾向。

## 去世（1855）

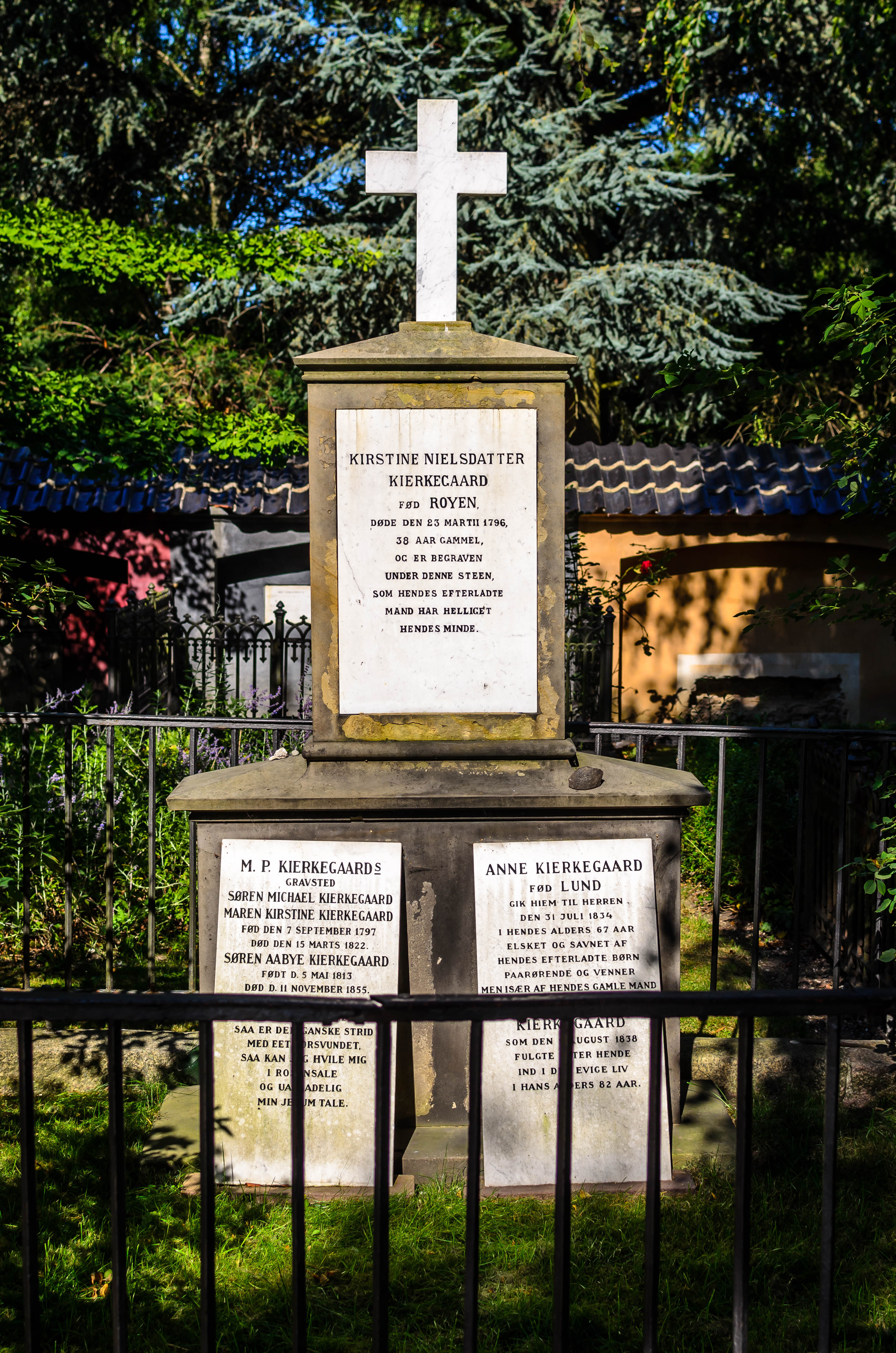
克尔凯郭尔之墓

在其期刊《当下》（The Moment）第十期出版前，克尔凯郭尔被发现晕倒在街道上。他被送往医院，并在医院里呆了一个多月。当时的克尔凯郭尔视牧师为政府职员，仅是社会中的一个特定职业，而非神的代表，因此他拒绝在临终时接受丹麥國家教會的聖餐。他告诉朋友埃米尔·博森，他的一生经历了巨大的痛苦，尽管在别人看来这或许只是一种对自我的夸大，但他自己并不这么认为。
1855年11月11日，克尔凯郭尔在弗雷德里克斯医院去世。他身体衰弱的原因可能是源自儿时从树上的跌落。不过也有人指出克尔凯郭尔的死因可能是波特氏病，一种结核病。他被安葬于哥本哈根諾勒布羅的协助公墓。在葬礼上，他的侄子亨里克·隆德反对由官方教会负责克尔凯郭尔的丧葬事宜。隆德认为这违背了克尔凯郭尔生前的意愿，因为他早已与教会决裂并对其进行谴责。最终，隆德因干扰葬礼而受到罚款。

## 哲學思想
齊克果是一名虔誠的基督徒，其哲學的中心思想基本上可以說是「如何去做一個基督徒」。他對當時社會上的小信風氣深惡痛絕，多番撰文攻擊。
他認為人們並不能透過客觀性獲得真理，而真理只能透過主觀性呈現，所以他反對傳統哲學將真理當成客觀知識那樣地追求。他亦反對教條主義（包括反對基督教的教條主義），故不願將自己的思想寫成哲學理論，而是以文學作品的形式表達，並以多個不同筆名出版作品。

### 存在的層次
齊克果將人的存在描述成三种不同層次：“感性”、“理性”和“宗教性”（或称“审美”，“伦理”，“宗教”） 。感性的人或是享樂主義者、或是熱衷於生活體驗的人，他們主觀而具創造力，對世界沒承擔、沒責任，覺得人世間充滿可能。理性的人則是現實的，對世界充滿承擔和責任，清楚明白人世間的道德、倫理規條。因此，有別於感性的人，理性的人知道這世界處處設限，充滿著不可能或疑问。面對不可能和疑问，理性的人就只有放棄或否认，並永遠為失去的東西而悲傷。這個時候，人只有靠著「信仰之跃」進入宗教性，用信念的力量战胜疑问和理性上通常认为是不可能的事。只有信仰，才能使人重獲「凡事俱有可能」的希望。
在《恐懼與戰慄》中，齊克果思考舊約中「信仰之父」亞伯拉罕聽從神的指示殺子獻作燔祭的故事。他認為如果亞伯拉罕不在乎自己的兒子生死、沒有道德倫理以至親情的心理掙扎，或者認為聽命於神而殺子是一種道德規條，他的所作所為就毫無意義。亞伯拉罕的行動的價值在於他從理性躍進宗教性，信仰神的大能、相信凡事可能、奇蹟會出現（結果神在最後關頭遣天使阻止亞伯拉罕殺死兒子）。齊克果認為，不通過理性的話，是不會有信仰的。

### 絕望階段
祁克果於其著作《致死的疾病》中，認為絕望是不接受自己不想要的自我或固执于现状的自我、最終“失去自我”，認為這也就是基督教所講的原罪。絕望的人不一定知道自己絕望、也不一定感到痛苦。最低層次的絕望在無知的人，一心只知世俗物事；這類人沒有自我意識，不認識自我的永恆性，更不知道自己陷於絕望。另一些人意識到自己為渴望得到某些世俗物事而絕望，但仍沒有自我永恆性的意識。另一些人開始意識到自我、永恆性，也意識到自己為世俗物事而絕望的軟弱，為此他們也就不願接受這個自己，結果陷入另一種絕望。再進一步，一些人決定接受軟弱，聽天由命，承認自己的永恆性。進而，他們要願意接受當前的這個自己。他們可能選擇靠著「信仰之跃」重獲希望，脫離絕望；可是他們也可能選擇視絕望為最終真理，將自己置於永恆的絕望中。
於是，人在不同存在層次也就有不同的絕望。感性的人為世俗物事而絕望，理性的人也就為拒絕自我或選擇視絕望為最終真理而絕望。信仰是脫離絕望的唯一方式，選擇信仰也就是實現自我的唯一法門。

## 齊克果與存在主義
雖然齊克果不願將自己的思想寫成哲學理論，但後人仍視他為存在主義的鼻祖，其所影響的時代並不在他所在的十九世紀，而是在二十世紀。他把存在主義哲學和對敬虔派與奮興運動的神學批判相結合，並以此為基礎提出一種新的神學。他的批判主義與馬克思、尼采的批判主義並列。
齊克果並不算是一位建構體系的神學家，在他的神學或宗教著作中只能找到很少的內容，僅有「矛盾」這個詞不斷重複出現，另外他的「信仰之跃」學說只是表示矛盾的另一個說法，因為它無法合於邏輯地推演出來，是非理性的和令人驚異的。
齊克果的影響有三方面：一個是在宗教方面，一個是在辯證學方面，一個是對黑格爾引起靈感的影響。齊克果認為自己的哲學思想與正統的基督教是一致的；但是後來的存在主義哲學家卻發展出世俗，甚至是無神論的存在主義。
齊克果批判黑格爾的臨在論（神臨在於文化的歷史演進）與以此為基礎的文化基督教，可說是開了新正統神學的先河。而這新正統神學則是對傳統更正教正統神學與自由派神學徹底失望，同時強烈反對基要派對聖經的看法，所興起的一個神學，他們單純的希望重拾「神話語的神學」。

### 神學思想
實存主義，或稱存在主義，是齊克果所主張的神學裡，最主要也是最重要的部分。實存主義屬於人文主義的一派，強調人本主義，所謂真正的「實在」是存在於人生。宇宙萬物，都是為了人而存在，都是為了我而設立的，萬有都是本於人，也歸於人。齊克果憂鬱的個性與孤獨的個人經驗，是他發展出存在主義思想的原因之一。
他認為每個人對所處環境都有巨大的責任，雖然世界不斷在演進卻仍不能把人解放出來。而所謂「本真的存在」（authentic existence）是指有自由意志的個人，會向善或向惡作決定。而在決定的時候，因為人是有限的，所以焦慮和失望的產生是可預期的。然而我們必須清楚分辨懼怕和焦慮是兩種不同的狀態，懼怕這個詞有突然存在某物的含義，但齊克果用這個詞是為要描寫人的本體論狀況，他的兩本著作《懼怕的概念》和《致死的疾病》，就曾對焦慮和失望的兩種狀態進行描寫。
《懼怕的概念》這本書是從理論的層面來談到關於焦慮的基本著作。齊克果把焦慮分成兩類來談。第一種與他的墮落學說（theory of the fall）有相聯繫。他用有關亞當與夏娃吃禁果的事件作為墮落這個符號的說明，並在這事件中發現深刻的心理透視。
這一類的焦慮有兩方面：一方面，是「無法實現」的焦慮，因為受到限制，而有不能實現自己的焦慮。另一方面，是想要實現自己和害怕實現自己的雙重焦慮。而這裡所談論的亞當不是指原來歷史上的亞當，而是指存在我們每個人中的亞當。
在「本真的存在」裡，人需要親身地切實地決定和參與，不能只同意停留在頭腦中的抽象真理。他認為單單談信仰正統是不夠的，必須有個人的決志。所作出的決定是為了實現一個人的自己，這是與墮落同時發生的問題。墮落之後有另一種焦慮，會產生內疚，內疚帶來焦慮，焦慮的極限就是失望。這種失望在齊克果的《致死的疾病》中也有談到。當人的精神與物質相衝突時，由於人的精神有限，人體驗到在他自己之中的衝突，於是有那種想要擺脫自己的想法，可是卻又有不能藉由自殺來擺脫自己的想法。

### 信仰之跃
齊克果自認是反文化基督教的先知，他極其厭惡黑格爾的思想，認為黑格爾把聖經和先知的正宗基督教，扭曲為文化性的基督教。這種文化基督教在他來看根本不是正宗的基督教。在他晚期的著作《討伐基督教國度》中論到，這種每個人都是「基督徒」的社會，真正的基督教顯然已經消失了。
齊克果的信心的跳跃是談到當人面臨抉擇的時候會引發焦慮，而這種決定是一種跳躍的動作，它無法用邏輯方法來推演。齊克果認為人的墮落也是一種非理性的跳躍。然而另有一種跳躍，就是信仰之跃，同樣不能從處境中推演出來。當人面臨致死的疾病或是無法克服的焦慮，信仰卻能幫助人克服。
在齊克果的理論中，信心的跳跃有三個階段，但是這些階段不是時間上的那種階段，而是包含美學的、倫理的和宗教的，這三階段彼此間相互聯繫，無法清楚分開，例如在最後的宗教階段裡，仍不免存在倫理思想和美感。尤其是他認為倫理宗教是具有主觀性的，是源於他獨特的審美觀，而美感卻不能用邏輯來推理。而上帝是所有行為與思想的終極前提，因此更無法用推理與邏輯證明上帝的存在。。
有關美學階段是他很值得一提的事。美學階段的特徵是與人的生存扭在一起，他在這裡所談到的美學不是指美學這門課程本身或藝術，而是一種衡量的標準。標準是按照每個人和每件事是否能夠滿足自己的美學，也就是聖經中描述猶太人對於好的事情或正確的事情，就稱這事為善、為美的「美」，這就是屬於美學的階段。因此他曾批評羅馬教宗曾醉心於異教風俗與道德敗壞的希臘羅馬藝術。
在倫理階段，齊克果提出「魔性的」（demonic）這一個概念，是「自我隔離」(self- seclusion) 的意思，也就是沒有走出自己。跟這種自我隔離的情況相反的是愛，愛可以引導人走出自我隔離的處境，也就克服了「魔性的」。這種愛的特徵可以引導到愛的關係。也就是說在倫理階段中，愛克服了孤立進而產生責任心，而透過責任心就可以達到倫理的階段。宗教階段超越了美學的和倫理的階段，可以分為兩種類型「宗教A」和「宗教B」，其代表性人物分別為「蘇格拉底」和「耶穌」，兩者的共同之處在於對神的看法上都是存在主義者。
宗教A或蘇格拉底的宗教認為真理可以在人的存在中找到，也就是說基本真理存在於人自身之中。蘇格拉底想要用辯證法和存在主義把真理從人中召喚出來，他使用兩種方式，一種是反諷，這意味透過徹底的追問來探尋真理。另一種方式是反诘法。教師不是單單地直接教導真理，要幫助人們發現存在他們之中的真理，而使本來存在人之中的知識誕生出來。
有論者提出，蘇格拉底可被視為人道主義的創立者，這可以被視為準宗教之一，但是蘇格拉底並沒有轉變別人之存在的總體狀態，因為這種轉變只能在宗教B中才能做到。宗教B認為真理無法在人之中找到，因此，上帝必須從人的外面進入，並對人進行教導，於是上帝以基督的形式進入到人之中。這是另一次的跳躍，上帝藉著基督道成肉身產生跨越時間的跳躍。
因為神與人之間有「素質上的無限差異」（infinite qualitative difference），而人類不僅有限，更是有罪的；所以追根究柢，人必須藉著決心，也就是「信仰之跃」，以內心的熱情擁抱真理。沒有信仰之跃就會變成只有理性的宗教，但是這絕對不是正宗的基督教。

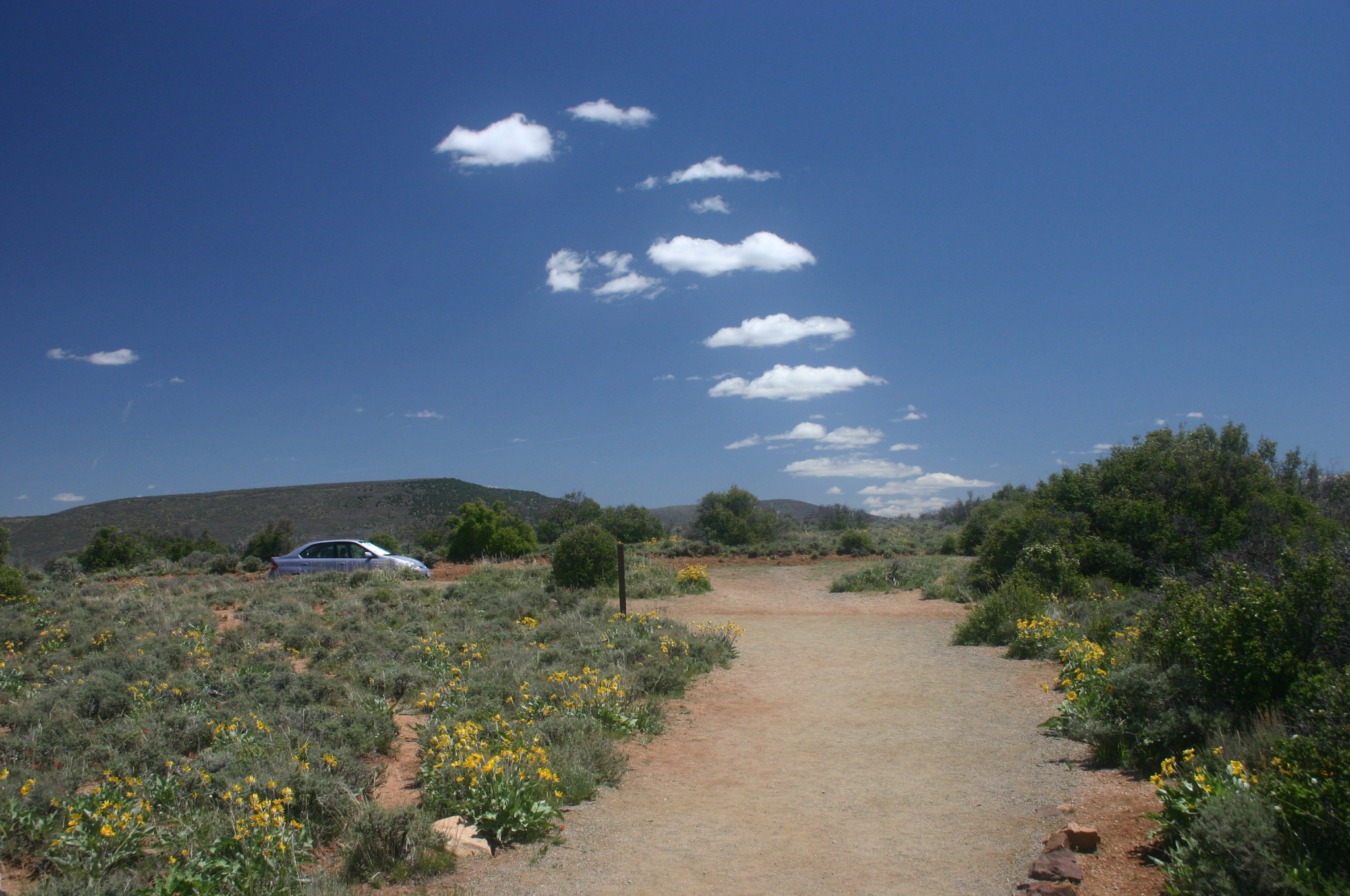
神的道路高過人的道路

### 道成肉身的絕對弔詭性與非理性
齊克果主張「主觀的真理」，為新正統神學奠定了哲學根基，重新尋找神話語的神學，將信仰置於崇高的地位，只把理性當作是理解神話語的工具而已。就是因為神話語中的基本真理具有弔詭性，使得邏輯學的无矛盾律¬(A ∧ ¬A)在基督教神學也不管用，因為神的意念（思想）高過人的意念（思想），神的道路（方法）超過人的道路（方法）。
齊克果在這一點上開啟了新正統神學的先聲，所以辯證神學家以他為盟友。齊克果對於真理的定義，特別是關乎神與人類存在的真理，是指「一個客觀不明物，人透過內心最深的熱情去攫取，並且將它緊抱不放。」但是，「當主觀、內在是真理，客觀定義的真理就成為弔詭。」道成肉身就是一個「絕對的弔詭」，所以只能憑著信仰披露與理解。
黑格爾企圖將弔詭當做邏輯觀念，置於普遍、和諧、理性的真理系統，有違弔詭的真義，並且把它變成抽象哲學觀念的象徵代表。對齊克果來說，耶穌確實就是神，也確實是人，但集中於一身的真理，是邏輯上的矛盾，因此他駁斥黑格爾，認為這是啟示的全新真理，要我們決定是要接受或棄絕耶穌基督為主。一個人要與上帝建立關係，必須是個人的決定，而不是抽象的推理。

## 批判世情

### 對教會
那時的丹麥是一個信義宗基督教國家，但是當時基督教採納現代主義精神，沉迷在一股追求希臘時代的智慧，卻失去基督教應有的內涵。齊克果以一個基督徒的身份為文，批評那些掛名的基督徒。在教堂中一群沒有經歷過基督生命的傳道人，每個禮拜所講的道理，與衣冠楚楚做禮拜的教友都不相稱，教友們形成了假冒為善的雙重性格，教會如同主耶穌所責備的法利賽人。在這種情況之下，他無法接受他竟會是這種教會的信徒。因此他坦白地向當時的教會說出內心的話，勇敢地揭發這些嚴重的問題。
齊克果除了批判當時教牧人員的心態，與一般的雇員沒什麼兩樣以外，他也批評神學有同樣的情形存在。基督教神學原本想從生存狀態的矛盾中形成一個有嚴謹規則的客觀化體系。但現在，神學家的處境竟然也表現出不當的性質來。因此齊克果檢討教會是否真的需要神學。
齊克果不論是在存在主義、信心的跳躍或是真理的弔詭性等理論，都對當時的教會提出更新的思想，令教會重新思考真正的信仰與存在。

## 主要著作
以下是克尔凯郭尔的主要作品：
| 作品原名                                                                              | 中文译名                     | 创作时间 | 备注                         |
| ------------------------------------------------------------------------------------- | ---------------------------- | -------- | ---------------------------- |
|                                                                                       | 论反讽概念：以苏格拉底为主线 | 1841     | 学位论文                     |
|                                                                                       | 非此即彼：一段生命的残片     | 1843     | 假名发表：Victor Eremita     |
|                                                                                       | 两篇训导书，1843             | 1843     |                              |
|                                                                                       | 恐惧与颤栗                   | 1843     | 假名：Johannes de Silentio   |
| Tre opbyggelige Taler                                                                 | 三篇训导书，1843             | 1843     |                              |
| Gjentagelsen                                                                          | 重复                         | 1843     | 假名：Constantin Constantius |
| Fire opbyggelige Taler                                                                | 四篇训导书，1843             | 1843     |                              |
| To opbyggelige Taler                                                                  | 两篇训导书，1844             | 1844     |                              |
| Tre opbyggelige Taler                                                                 | 三篇训导书，1844             | 1844     |                              |
| Philosophiske Smuler                                                                  | 哲学片段                     | 1844     | 假名：Johannes Climacus      |
| Begrebet Angest                                                                       | 焦虑的概念                   | 1844     | 假名：Vigilius Haufniensis   |
| Fire opbyggelige Taler                                                                | 四篇训导书，1844             | 1844     |                              |
| Tre Taler ved tænkte Leiligheder                                                      | 关于想象场景的三篇论述       | 1845     |                              |
| Stadier paa Livets Vei                                                                | 人生道路诸阶段               | 1845     | 假名：Hilarius Bookbinder    |
| Afsluttende uvidenskabelig Efterskrift                                                | 最后的、非科学性的附言       | 1846     | 假名：Johannes Climacus      |
| En literair Anmeldelse af S. Kierkegaard                                              | 两个时代：一篇文学评论       | 1846     |                              |
| Opbyggelige Taler i forskjellig Aand                                                  | 在不同的精神中诠释话语       | 1847     |                              |
| Kjerlighedens Gjerninger                                                              | 爱之工                       | 1847     |                              |
| Christelige Taler                                                                     | 基督教谈话                   | 1848     |                              |
| Synspunktet for min Forfatter-Virksomhed                                              | 一個作者的觀點               | 1848     |                              |
| Sygdommen til Døden                                                                   | 致死的疾病                   | 1849     | 假名：Anti-Climacus          |
| "Ypperstepræsten" – "Tolderen" – "Synderinden", tre Taler ved Altergangen om Fredagen | 周五圣餐中的三场讲道         | 1849     |                              |
| Indøvelse i Christendom                                                               | 基督教的訓練                 | 1850     | 假名：Anti-Climacus          |

### 脚注
1. ↑  H. Newton Malony (ed.), A Christian Existential Psychology: The Contributions of John G. Finch, University Press of America, 1980, p. 168.
2. 1 2  Ostenfeld & McKinnon 1972.
3. ↑  Ronald Grimsley. . Cardiff: Univ. of Wales Press. 1966. ISBN 9780708302088.
4. ↑  Jon Bartley Stewart, Kierkegaard and Existentialism, Ashgate Publishing, Ltd., 2011, p. 204.
5. ↑  梁實秋主編，《遠東英漢字典》，1960年2月。
6. ↑  《大英百科全书》中的条目：索倫·克爾凱郭爾（英文）.
7. ↑  Swenson, David F. Something About Kierkegaard, Mercer University Press, 2000.
8. ↑  Kierkegaard, Søren, , , 1849, 基督教当然非常清楚它所追求的。它希望借由见证者传播——也就是那些宣扬教义并在存在中表达它的人。现代对牧师的观念是一种彻头彻尾的误解。既然牧师们应当表达基督教的本质，他们很正确地发现了如何放松要求，废除理想。那么现在该怎么办呢？是的，现在我们必须发展出另一种方法。首先是一群诗人；他们在宗教理念的要求下几近崩溃，在某种不幸的爱情光辉中展现理想。如今的牧师或许可以居于其次。这些宗教诗人必须具备特殊的能力，用他们的文字引导人们。当如此真正发生时，当一代人自童年起就接受对理想的存在表达，对其有着充满激情的印象时，真正的真理见证者将再度出现。这就是我们这个时代基督教事业的落后程度。首要的任务是创造激情，以智慧、想象力、洞察力和机智的优越性来保证对存在的激情，而“理解”应当降低到荒谬的地步。.
9. ↑  Gardiner 1969.
10. ↑  Emanuel, Swedenborg The Soul, or Rational Psychology （页面存档备份，存于） translated by Tafel, J. F. I. 1796–1863
11. ↑  Eighteen Upbuilding Discourses, Hong trans., p. 332ff (The Thorn in the Flesh).
12. ↑  Søren Kierkegaard 1846, Concluding Unscientific Postscript to Philosophical Fragments, Hong pp. 310-311.
13. ↑  Concluding Unscientific Postscript to Philosophical Fragments, A Mimical-Pathetic-Dialectical Compilation an Existential Contribution Volume I, by Johannes Climacus, edited by Soren Kierkegaard, Copyright 28 February 1846 – Edited and Translated by Howard V. Hong and Edna H. Hong 1992 Princeton University Press pp. 9-10.
14. ↑  Point of View by Lowrie, p. 41, Practice in Christianity, Hong trans., 1991, Chapter VI, p. 233ff, Søren Kierkegaard 1847 Upbuilding Discourses in Various Spirits, Hong p. 225-226, Works of Love IIIA, p. 91ff.
15. ↑  Duncan 1976.
16. ↑  Concluding Unscientific Postscript to Philosophical Fragments, Hong trans., pp. 15–17, 555–610 Either/Or Vol II, pp. 14, 58, 216–217, 250.
17. ↑  Howland 2006.
18. ↑  Soren Kierkegaard, Works of Love, 1847 Hong 1995 p. 283.
19. ↑  Concluding Unscientific Postscript, Hong trans., 1992, p. 131.
20. ↑  Philosophical Fragments and Concluding Postscript both deal with the impossibility of an objectively demonstrated Christianity, also Repetition, Lowrie 1941 pp. 114-115, Hong pp. 207-211.
21. ↑  Stewart, Jon (ed.) Kierkegaard's Influence on Philosophy, Volume 11, Tomes I–III. Ashgate, 2012.
22. ↑  Stewart, Jon (ed.) Kierkegaard's Influence on Theology, Volume 10, Tomes I–III. Ashgate, 2012.
23. ↑  Stewart, Jon (ed.) Kierkegaard's Influence on Literature and Criticism, Social Science, and Social-Political Thought, Volumes 12–14. Ashgate, 2012.
24. 1 2  齊克果，《基督教歷代名著集成（第二部第廿二卷）》，謝秉德譯（香港：東南亞神學教育基金會＆基督教輔僑出版社，1963），13
25. ↑  Glimpses and Impressions of Kierkegaard, Thomas Henry Croxall, James Nisbet & Co 1959 p. 51 The quote came from Henriette Lund's Recollections of Søren Kierkegaard written in 1876 and published in 1909 Søren was her uncle. http://catalog.hathitrust.org/Record/001396450 （页面存档备份，存于）
26. 1 2  Bukdahl, Jorgen. . Eugene, Oregon: Wipf and Stock Publishers. 2009: 46. ISBN 9781606084663.
27. ↑  Johannes Climacus by Søren Kierkegaard, p. 17
28. 1 2 3  Gabriel, Merigala. . Macon, Georgia: Mercer University Press. 2010: 9. ISBN 9780881461701.
29. ↑  Dorrien 2012, p. 13
30. ↑  Green, Ronald Michael. . SUNY Press. 1992: 2. ISBN 9780791411070.
31. ↑  . Lawerence, Kan., etc.   [17 July 2013].
32. ↑  Kierkegaard's indebtedness to the Anti-Enlightenment author is explained in this book by Smith G Hamann 1730–1788 A Study In Christian Existence (1960) by Ronald Gregor Smith
33. ↑  Either/Or Part I Swenson, 1944, 1959 p. 1967ff Concluding Unscientific Postscript, Hong trans., p. 72ff
34. ↑  Either/Or Part I title page, Stages on Life's Way, p. 150, 216, 339
35. ↑  The Point of View of My Work as An Author: A Report to History by Søren Kierkegaard, written in 1848, published in 1859 by his brother Peter Kierkegaard Translated with introduction and notes by Walter Lowrie, 1962, Harper Torchbooks, pp. 48–49
36. ↑  Hohlenberg, Johannes. . Translated by T.H. Croxall. Pantheon Books. 1954. OCLC 53008941.
37. ↑  Watkin 2000
38. 1 2 3  Garff 2005
39. ↑  Outstanding Christian Thinkers, Soren Kierkegaard 1997 p. 8ff – Watkin taught philosophy at University of Tasmania and ran The Kierkegaard Research Center
40. ↑  Papers VI B 13 n.d 14-145, Søren Kierkegaard Works of Love, Hong p. 380 (1848), Concluding Unscientific Postscript, Hong p. 226ff, Sickness Unto Death, Hannay p. 154ff
41. ↑  凯撒曾作出许多杰出事迹，但即使没有这些事迹，而只保留他所作的这一声明，我也仍会敬佩他。加图自杀后，凯撒应该说“加图从我这里夺去了最美丽的胜利，因为我本会宽恕他。”——Stages on Life's Way, Hong p. 384, 481–485 
克尔凯郭尔在1847年曾写下更多关于宽恕和自我否定的言论：在永恒之中，你不会被问到你留下了多少财富——这是生者才会关心的；或者你赢得了多少次战斗，你有多么睿智，你的影响力有多强——这终究是你留给后世的声誉。不，永恒不会询问你在世界上留下了什么世俗的东西。但它会问你在天国积累了多少财富；你曾征服自己的心灵多少次；你对自身的控制力如何，还是你一直都是一个奴隶；你在自我否定中有多少次曾战胜自己，还是你未曾这样做过；你在自我否定中多少次愿意为一个正义的事业作出牺牲，还是你从未愿意；你在自我否定中多少次原谅了你的敌人，是七次还是七十个七次；你受苦了多少次，不是为自己，不是为了自己的个人利益，而是为了上帝而在自我否定中受苦。——Søren Kierkegaard 1847 Upbuilding Discourses in Various Spirits, Hong p. 223-224
42. ↑  Johann Goethe was also very much interested in suicide and wrote about it in his autobiography where he described external methods used for committing suicide ("Suicide" from The Auto-biography of Goethe).
43. ↑  Edna Hong, Forgiveness is a Work as Well as a Grace, 1984 Augsburg Publishing House p. 58.
44. ↑  Søren Kierkegaard 1847 Upbuilding Discourses in Various Spirits, Hong, pp. 246–247.
45. ↑  Søren Kierkegaard Works of Love, 1847 Hong p. 342-344, 384–385.
46. ↑  Review of the premiere of the work in Time Magazine December 20, 1954
47. 1 2 3  Hannay, Alastair. . Penguin Books. 7 March 1996: 4–5. ISBN 9780140445893.
48. ↑  Johannes Climacus by Søren Kierkegaard, p. 29
49. ↑  Kierkegaard's Journals Gilleleie, 1 August 1835. Either/Or Vol II pp. 361–362
50. ↑  Johannes Climacus by Søren Kierkegaard, pp. 22–23, 29–30, 32–33, 67–70, 74–76
51. ↑  Point of View by Lowrie, pp. 28–30
52. ↑  Johannes Climacus by Søren Kierkegaard, p. 23
53. ↑  Garff 2005，第113頁 Also available in Encounters With Kierkegaard: A Life As Seen by His Contemporaries, p. 225.
54. ↑  Thomas H. Croxall, Glimpses & Impressions of Kierkegaard, 1959, James Nisbet & Co. Ltd. From 'Recollections From Home' by Henriette Lund, p. 49
55. ↑  Kierkegaard by Josiah Thompson, Published by Alfred P. Knoff, inc, 1973 pp. 14–15, 43–44 ISBN 0-394-47092-3
56. ↑  Journals & Papers of Søren Kierkegaard IIA 11 August 1838
57. ↑  特罗尔斯·弗雷德里克·隆德于1840年出生于哥本哈根一个文学艺术氛围浓厚的家庭。他的叔叔是著名的博物学家P. W.隆德。丹麦哲学家索伦·克尔凯郭尔对这位年轻人有巨大影响。弗雷德里克父亲的首任妻子是克尔凯郭尔的姐姐。他早年的生活周围几乎都是文学的狂热爱好者，弗雷德里克的同辈学生中还有乔治·布兰德斯、朱利叶斯·朗格等著名人物。The Sun., 14 November 1915, SIXTH SECTION, Page 4, Image 40 （页面存档备份，存于）
58. ↑  Hugo Bergmann Dialogical Philosophy from Kierkegaard to Buber （页面存档备份，存于） p. 2
59. ↑  Given the importance of the journals, references in the form of (Journals, XYZ) are referenced from Dru's 1938 Journals. When known, the exact date is given; otherwise, month and year, or just year is given.
60. ↑  Dru 1938
61. ↑  Conway & Gover 2002，第25頁
62. ↑  Concluding Postscript, Hong trans., p. 247
63. 1 2  Søren Kierkegaard's Journals & Papers IA Gilleleie, 1 August 1835
64. 1 2  克尔凯郭尔日记选，AA：12 吉勒莱日记.
65. ↑  Dru 1938，第354頁.
66. ↑  Journals & Papers of Soren Kierkegaard. 11 August 1838.
67. ↑  Garff 2005
68. ↑  Hannay 2003
69. ↑  参见《人生道路诸阶段》Hong trans., p. 195ff, 423ff。在这部分他写到与内心愧疚的冲突。《人生道路诸阶段》p. 380-382“那么，我有罪吗？是的。怎么有罪？因为我开始了我无法完成的事情。现在你怎么理解它？现在我更清楚的明白为什么这是不可能的。那么，我的罪是什么？我没有及早地意识到这一点。你的责任是什么？她生命中每个可能的后果。为什么是每一个后果，这是否太夸张？因为这不是一个事件的问题，而是一个行动、一种伦理责任的问题，是我不敢以勇气面的的后果。因为在这种情况下，勇气意味着对它们敞开自身。那么你还有什么借口好用？……”想一想复合词的第一个词和连字符，假如你不知道它如何结合，你会说什么呢？你会说这个词还没完结，缺少某些东西。那么对于爱的一方也是同样的。关系的破裂并不能直接看到，它只能在过去的情形下被理解。然而，爱的一方不愿了解过去，而是坚持向着未来。于是仍维持关系继续发展，他认为这段关系仍未结束，而只是缺失了某种东西。这取决于关系如何被看待，以及仍在坚守的那方。最终或许是一次争吵，关系一方希望终止，说，“我们之间全都结束了。”而另外仍保有期望的那方说，“我们之间还没有完全结束；我们还在句子中间，还没到结束的部分。”难道不是这样吗？残缺的和未完成的句子，它们的差别是什么？说某事物是残缺的，那我们就不能期待任何还会发生的事；而假如某人不知道这一点，他会说这事情还没完结。以回望过去的视角，一切尘埃落定，无事再发生，我们会说，“这是残缺的”；而假如以面向未来的视角，那么我们仍会期待下一部分的到来，我们会说，“这个句子还没完结，仍缺少某些东西。”……维持爱的期望，以此摆脱过去，把它丢入永恒的遗忘海洋——这样，结束就变成了开始，爱不会有任何破裂。
——克尔凯郭尔《爱之工》, Hong 1995 p. 305-307
70. ↑  Kierkegaard, Søren. . 由Lowrie, Walter翻译. Princeton University Press. 1944: 163. ISBN 978-0691071022. 基督教对我们男人而言，是与其他男人一同爱上帝，爱群体中的他人，并被他人所爱。《新约》中的基督教则是：假如一个男人爱上了一个女孩，以灵魂的全部热情爱上这唯一的女孩（这种男人已经不多见了），基督教的要求便是停止这份爱，离开这个爱的人，转而将爱献给上帝。——在我看来，这种能够践行基督教之爱的高品质男人已经不再出现了。
71. ↑  Kierkegaard may have been discussing his life and relationships in his book Upbuilding Discourses in Various Spirits – see Purity of Heart is to Will One Thing p. 160ff
72. ↑  Soccio, Douglas. . Boston, MA: Cengage Learning. 2015: 393. ISBN 9781285874319.
73. ↑  克尔凯郭尔日记选，克尔凯郭尔文集中文版序.
74. ↑  Between Man and Man by Martin Buber p.58
75. ↑  Journals & Papers of Søren Kierkegaard IIA 11 13 May 1839
76. ↑  Kierkegaard 1989
77. ↑  Hunt, Tristram (2009) Marx's General: The Revolutionary Life of Friedrich Engels. Henry Holt and Co.. ISBN 0-8050-8025-2. pp. 45–46.
78. ↑  Dru 1938
79. ↑  Meister, Chad; Copan, Paul.  2nd. Abingdon, Oxon: Routledge. 2012. ISBN 978-0415782951.
80. ↑  Stewart, Jon.  (PDF). Kierkegaard Studies Yearbook. 1997, 1997: 117–143  [2023-08-22]. ISSN 1612-9792. S2CID 171485787. doi:10.1515/9783110243994.117. （原始内容存档 (PDF)于2023-01-13）.
81. ↑  Johannes Climacus, or, De omnibus dubitandum est, and A sermon （页面存档备份，存于）. Translated, with an assessment by T. H. Croxall, Stanford University Press, 1958 Johannes Climacus, or, De omnibus dubitandum est, and A sermon （页面存档备份，存于）. Translated, with an assessment by T. H. Croxall, Stanford University Press, 1958.
82. ↑   2nd. Routledge. 2014: 183. ISBN 978-0415782951.
83. ↑  Kierkegaard's notes on Schelling's work are included in Hong's 1989 translation of the Concept of Irony
84. ↑  Either/Or Vol I Preface Swenson, pp. 3–6
85. ↑  Either/Or Vol I Preface Swenson, pp. 7–8
86. ↑  Concluding Unscientific Postscript, Hong trans., 1992, pp. 555ff for a relationship of Religiousness A to Religiousness B
87. ↑  The Racine Daily Journal, Saturday Afternoon, 11 November 1905, p. 7
88. ↑  Søren Kierkegaard, Works of Love, Hong 1995 trans., pp. 3, 210ff, 301–303
89. ↑  See Søren Kierkegaard, Upbuilding Discourses in Various Spirits 1847 for a more thorough discussion of what he meant by deliberating. Pages 306ff Hong translation
90. ↑  Eighteen Upbuilding Discourses, Søren Kierkegaard 1843–1844, 1990 by Howard V. Hong, Princeton University Press, p. 5
91. ↑  Fear and Trembling, Hong trans., 1983, Translator's introduction, p. xiv
92. ↑  Eighteen Upbuilding Discourses, pp. 59–60
93. ↑  Søren Kierkegaard, Stages on Life's Way, pp. 122–123, Concluding Postscript, pp. 242, 322–323; Works of Love, Hong trans., p. 13.
94. ↑  Eighteen Upbuilding Discourses, Hong trans., p. 295
95. ↑  Søren Kierkegaard, Stages on Life's Way, Hong trans., pp. 363–368.
96. ↑  The Concept of Anxiety, pp. 7, 20 and Either/Or Part II, Hong trans., p. 342
97. ↑  Either/Or Part II, Hong trans., p. 31
98. ↑  Fear and Trembling, pp. 121–123.
99. ↑  Soren Kierkegaard, Preparation for a Christian Life, pp. 209–210 (From Selections From The Writings of Soren Kierkegaard, translated by Lee M. Holllander 1923)
100. ↑  Soren Kierkegaard, Christian Discourses, 1848, Hong 1997 p. 116
101. ↑  黑格尔的乐观哲学认为，基督教的难题在更高的哲学综合下已被“调解”或“中介”，在这过程中宗教被归结为一些可被智识理解的元素。克尔凯郭尔则提出，智识和宗教同时拥有悖论的壁垒，要通过这种壁垒，只能出于信仰的行动。而这也正是圣奥古斯丁所言，“因为这太荒谬，所以我相信”。——Selections from the Writings of Kierkegaard, by Lee Hollander 1923
102. ↑  Either/Or Part II, Hong trans., pp. 170–176, The Concept of Anxiety, pp. 11–13 including note, Concluding Unscientific Postscript, Hong pp. 33, 105, 198, 369, 400ff, Mediation looks fairly good on paper. First one assumes the finite, then the infinite, and then says on paper: This must be mediated. An existing person has unquestionably found there the secure foothold outside existence where he can mediate-on paper. p. 419
103. ↑  Johannes Climacus by Søren Kierkegaard, Edited and Introduced by Jane Chamberlain, Translated by T. H. Croxall 2001, pp. 80–81, Either/Or II, pp. 55–57, Repetition, pp. 202–203, Works of Love, 1847, Hong 1995, pp. 164–166, 332–339, Soren Kierkegaard, Christian Discourses 26 April 1848 Lowrie 1961 Oxford University Press p. 333ff
104. ↑  Soren Kierkegaard, Eighteen Upbuilding Discourses, To Need God Is A Human Being’s Highest Perfection 1844 p. 302 Hong
105. ↑  Soren Kierkegaard, Works of Love, Hong 1995 pp. 227–228
106. ↑  黑格尔以自然科学描述了谢林对主观与客观的使用：在谢林早期的著作《超越理想主义体系》中，我们首先要考虑的是，他将超越哲学和自然哲学描绘为科学知识的两个方面。关于这两者的本质，他明确指出在此再次采用了费希特的起点：“一切知识都建立在主观与客观的和谐之上”。从字面上来说，这是可以接受的；绝对的统一，其中观念和现实在完美的理念中不可区分，只有绝对本体，或上帝；其他一切都包含了客观和主观之间的不和谐因素。"我们可以将自然的整个客观内容称为知识的整个主观内容，另一方面，被称为自我或智慧"。它们本质上是相同的，被预设为相同。谢林如此表示自然与智慧的关系："现在，如果一切知识都有相互预设和相互需求的两个极点，那么就必须有两个基础科学，而且不可能从一个极点出发而不被迫转向另一个极点"。因此，自然被推向精神，精神被推向自然；可以给其中任何一个以首要地位，但两者都必须发生。"如果将客观视为主要"，我们就有了自然科学，而 "必然的趋势" 是一切自然科学的终点，因此必然要从自然走向智慧。这就是将自然现象与理论相连接的意义。自然科学最高的完美是将所有自然法则完美地精神化，使其成为直观感知和思考的法则。"—— 黑格尔Lectures on the Philosophy of History Vol 3 1837 translated by ES Haldane and Francis H. Simson) first translated 1896 pp. 516–517
107. ↑  Søren Kierkegaard, Upbuilding Discourses in Various Spirits, 1847, Hong pp. 306–308; Søren Kierkegaard, Works of Love, Hong trans., pp. 160–161, 225ff, 301
108. ↑  非此即彼（上卷），第11頁.
109. ↑  From Oct. 2nd to Nov. 11th 1855
110. ↑  Hannay 2003
111. ↑  Søren Kierkegaard Attack Upon "Christendom", 1854–1855, Lowrie 1944, pp. 37, 6, 31, 27–28.
112. ↑  This was Kierkegaard's own assumption as a lay explanation of his humpback.
113. ↑  Krasnik, Benjamin. . Kristeligt Dagblad. 2013  [2 October 2016]. （原始内容存档于13 October 2016） （da-DK）.
114. ↑  田立克，《歷代基督教思想學術文庫－基督教思想史》，尹大貽譯（香港：漢語基督教文化研究所，2000）
115. ↑  同上，576-78
116. ↑  奧爾森（Roger E. Olson），《神學的故事》，吳瑞誠、徐成德譯（臺北縣：校園書房出版社，2002），676。
117. ↑  奧爾森（Roger E. Olson），《神學的故事》，673。
118. ↑  田立克，581-2
119. ↑  奧爾森（Roger E. Olson），677
120. ↑  田立克，583
121. ↑  齊克果，《基督教歷代名著集成（第二部第廿二卷）》，15
122. ↑  奧爾森（Roger E. Olson），678
123. ↑  基尔克果，《哲思片段之非科學後續結語》，215
124. ↑  同上，215
125. ↑  奧爾森（Roger E. Olson），679-80
126. ↑  周聯華，《道聲人人叢書第二輯之十八－存在與信仰》，24-5
127. ↑  田立克，592-93

#### 原著
- 索伦·克尔凯郭尔. . 由京不特翻译. 中国社会科学出版社. 2020. ISBN 9787520369374.
- 索伦·克尔凯郭尔. . 由京不特翻译. 中国社会科学出版社. 2020. ISBN 9787520362252.
- 索伦·克尔凯郭尔. . 由京不特翻译. 中国社会科学出版社. 2009. ISBN 9787500477822.
- 索伦·克尔凯郭尔. . 由京不特翻译. 中国社会科学出版社. 2009. ISBN 9787500477839.
- 索伦·克尔凯郭尔. . 由京不特翻译. 中国社会科学出版社. 2014. ISBN 9787516138281.
- 索伦·克尔凯郭尔. . 由京不特翻译. 中国社会科学出版社. 2013. ISBN 9787516124512.
- 索伦·克尔凯郭尔. . 由京不特翻译. 中国社会科学出版社. 2018. ISBN 9787520309806.
- 索伦·克尔凯郭尔. . 由京不特翻译. 中国社会科学出版社. 2018. ISBN 9787520319638.

## 外部連結
- D. Anthony Storm's Commentary On Kierkegaard （页面存档备份，存于）
- 索倫·克爾凱郭爾在豆瓣上的资料（简体中文）